# Джачаев, Ахмед Муталимович
Ахме́д Мутали́мович Джача́ев (род. 27 июня 1939, Эрпели, Дагестанская АССР) — кумыкский поэт, публицист и журналист. Народный поэт Дагестана (2010).

## Биография
Ахмед Джачаев родился 27 июня 1939 года в селе Эрпели в крестьянской семье. По национальности — кумык. Окончил среднюю школу, три года служил в Риге, после чего учился на филологическом факультете Дагестанского государственного университета. После окончания учёбы работал в редакции газеты «Ленинский путь». Впервые его произведения были опубликованы в 1970 году в сборнике «Голос молодости». В 1974 году был издан его первый сборник стихов на кумыкском языке «Встреча».
Член Союза журналистов СССР с 1972 года, член Союза писателей СССР с 1981 года. Народный поэт Дагестана. Пишет на кумыкском и русском языках.

## Награды
- Орден «За заслуги перед Республикой Дагестан» (2024)[1]
- Народный поэт Дагестана (2010)
- Почётная грамота Республики Дагестан (2001)[2]